# Kyoto Sanga Football Club
O Kyoto Sanga FC, também conhecido como Kyoto Purple Sanga, é um clube profissional de futebol japonês. A equipe participa da J. League, a divisão mais alta no país. Conhecido pelo seu apelido de Ochihins, seu nome "Sanga" vem de Sangha na língua sânscrita, um termo que significa "grupo" ou "clube" e é geralmente usado para denotar o sacerdócio budista, associando o clube aos vários templos da cidade de Kyoto. O clube disputa suas partidas no Sanga Stadium, em Kameoka, que tem capacidade para 21.623 espectadores.
O clube era anteriormente chamado de Kyoto Purple Sanga, com o "roxo", a cor principal dos uniformes da equipe, sendo uma cor imperial que reflete o status de Kyoto como a antiga capital imperial do Japão. Foi decidido que, a partir de 2007, a equipe seria simplesmente conhecida como "Kyoto Sanga". Sendo o clube em atividade mais antigo competindo na J.League

## História
O clube começou como Kyoto Shiko Club, um dos poucos clubes de futebol japoneses no sentido de ser estritamente dedicado ao futebol e não fazer parte de uma empresa. No entanto, não poderia chegar a uma primeira divisão da Liga de Futebol do Japão dominada por equipes de empresa. Em 1993, após a criação da J.League, o Kyoto Shiko Club, auxiliado por fundos dos novos patrocinadores locais Kyocera e Nintendo, se profissionalizou (embora alguns jogadores tenham se separado e formado seus próprios clubes) e se juntou à antiga Liga de Futebol do Japão sob o novo nome Kyoto Purple Sanga. Juntando-se à J.League em 1996, o Kyoto Sanga tem a duvidosa distinção de ser o time mais rebaixado da Liga, tendo sido rebaixado em quatro ocasiões diferentes. 

### Anos 2000
Os rebaixamentos para J2 League ocorreram no final das temporadas de 2000, 2003 e 2006. O rebaixamento de 2003 aconteceu apesar do clube ter muitos jogadores da seleção nacional em sua lista. Estrelas como Park Ji-sung e Daisuke Matsui. Em dezembro de 2007, o clube ganhou o status de J1 pela quarta vez em sua história através do playoff de promoção. Uma derrota em casa por 0-2 para o Urawa Reds em 14 de novembro de 2010 confirmou o rebaixamento do Sanga de volta ao J2 League, pondo fim ao seu período de três temporadas na primeira divisão. 

### Atualmente
Na temporada de 2021, o Kyoto Sanga retornou a J1 League depois de ficar 11 anos na segunda divisão, vindo a terminar na temporada seguinte como vice-campeão da elite do futebol japonês, onde se mantêm até os dias atuais.

## Estádio

### Takebishi Stadium Kyoto
Kyoto Sanga jogou a maior parte de suas partidas em casa no Tabekishi Stadium Kyoto desde a sua interceptação. O estádio tem capacidade para 20.588 pessoas e foi construído em 1942. Em 2019, Kyoto Sanga anunciou planos para se mudar para o Estádio Sanga pela Kyocera, um novo estádio específico para o futebol que está sendo construído em Kameoka, a tempo para a temporada de 2020.

### Sanga Stadium by Kyocera
Em 11 de janeiro de 2020, Kyoto Sanga mudou-se para o seu novo estádio, o Sanga Stadium by Kyocera, que é o primeiro estádio profissional especificamente para futebol em Kyoto. Os direitos de nomeação foram comprados pela empresa de cerâmica Kyocera, tendo assinado um contrato de 20 anos no valor de 2 bilhões de ienes.

## Títulos
- Campeonato Japonês Segunda Divisão: 2001, 2005
- Copa do Imperador: 2002